# Коломенская епархия
Коло́менская епа́рхия — епархия Русской православной церкви, объединяющая приходы и монастыри в юго-восточной части Московской области (в границах городских округов Коломна, Раменское, Бронницы, Жуковский, Зарайск, Кашира, Серебряные Пруды, Луховицы, Воскресенск и Егорьевск). Входит в состав Московской митрополии.

## История
Коломенская кафедра — одна из древнейших в Русской православной церкви — была учреждена около середины XIV века, не позднее марта 1353 года. Впервые коломенский епископ (Афанасий) был упомянут в духовном завещании великого князя Симеона в 1350 году, а затем среди иерархов, присутствовавших на похоронах митрополита Феогноста 13 марта 1353 года.
Основной целью создания новой епархии было обеспечить митрополитов всея Руси (официально пока ещё Киевских), имевших резиденцию в Москве, епископом-помощником. Коломенские епископы занимали высокое положение в церковной иерархии XIV — первой половины XV веков, выполняя ответственные церковные послушания, возлагаемые на них митрополитами и зачастую являясь доверенными лицами самих великих князей. Заинтересованность в кафедре со стороны церковной и княжеской властей была обоюдной: митрополиты нуждались в викарии-помощнике, который бы помогал им в заботах по управлению Церковью и замещал их во время отсутствия; для великих князей Московских наличие своего епископа (Коломна с «тянущими» к ней волостями являлась личным удельным владением Московского князя) было значимым фактором, возвышавшим их в глазах других князей.
К середине XV века положение изменилось. Позиции Московских правителей укрепились настолько, что они больше не нуждались в опоре на авторитет Церкви; более того, княжеская власть всё чаще вмешивалась в политику митрополии, претендовала даже на замещение епископских кафедр угодными ей кандидатами. В такой ситуации необходимость в отдельной кафедре с епископом, представляющим интересы светского правителя, отпадала.
В 1460-е годы дела митрополичьего викария перешли к епископу Сарскому и Подонскому, который переведён в Москву на Крутицкое подворье. Это сильно способствовало утрате былых позиций Коломенской епархии, её епископы более не играли ключевой роли в решении церковно-политических вопросов.
В XVII веке Коломенская епархия была самой небольшой из епархий Русской церкви и, по сведениям архидиакона Павла Алеппского, «беднейшей».
5 декабря 1657 года патриарх Никон ликвидировал Коломенскую епархию с присоединением её территории к Патриаршей области. По прошествии девяти лет кафедра была восстановлена с поставлением на неё 9 июня 1667 года архимандрита Мисаила, при этом епархии усваивался статус архиепископии.
В XVIII веке Коломенская епархия совершенно перестала играть какую-либо роль в системе церковно-административных взаимоотношений. Архиереи посвящались или переводились на неё в основном лишь с целью обеспечения их материального существования. Епархия стала своеобразным «прибежищем» для временно или совершенно отошедших от дел епископов.
В связи административно-территориальной реформой Русской Церкви, после упразднения Коломенской епархии указом 31 июля 1799 года, епархиальный центр (консистория и семинария) во главе с последним правящим архиереем Мефодием (Смирновым), в соответствии с указом Святейшего синода от 19 декабря 1799 года, был переведён в Тулу — центр образованной в 1777 году Тульской губернии; сама Коломна была включена в Московскую епархию, где архиепископ (митрополит) получил титул «Московского и Коломенского». Часть территории отошла Рязанской епархии. Большая часть документов упразднённой Коломенской епархии погибла в пожарах 1739, 1777 и 1782 годов; часть архива упразднённой Коломенской консистории оказалась в Государственном архиве Тульской области (Ф. 1770), а также в ЦИАМ (Ф. 240).
До учреждения штатов в 1764 году в Коломенскую епархию входили города: Кашира, Тула, Алексин, Венёв, Крапивна, Дедилов, Богородицк, Епифань (отходившая к Рязанской епархии) и Ефремов (с 1764 года отходивший к Воронежской епархии, а в 1788 году возвращённый обратно). От Крутицкой епархии были присоединены: с 1775 года — Чернь, с 1788 года Белёв и Одоев, с 1788 года — Новосиль. От Воронежской епархии отошли в 1788 году Епифань и Гремячев. В Коломенской епархии состояло: мужских монастырей — 9, женских — 2, за которыми по 3-й ревизии было 5975 душ мужского пола, приходских церквей — 931, при них священников — 1147, дьяконов — 648, церковнослужителей — 2190 человек.
С восстановлением патриаршества в 1917 году город Москва и Московская губерния стали патриаршей епархией; определением от 8 декабря 1917 года Всероссийский Поместный собор постановил: «для облегчения Патриарха в его попечениях об общецерковных делах, патриаршею областью управляет, по указаниям Патриарха» патриарший наместник с титулом архиепископа Коломенского и Можайского.
27 апреля 1934 года Временный патриарший Священный синод преподнёс заместителю патриаршего местоблюстителя митрополиту Нижегородскому Сергию (Страгородскому) титул митрополит Московский и Коломенский.
На Поместном соборе 1945 года митрополит Крутицкий Николай (Ярушевич), постоянный член Священного синода, закрепил за полученным им ранее титулом права патриаршего наместника. С 1947 года патриарший наместник стал именоваться митрополитом Крутицким и Коломенским.
13 апреля 2021 года решением Священного синода Русской православной церкви епархия была образована повторно с включением в состав Московской митрополии.

## Правящие архиереи
Коломенская епархия в разное время объединялась с некоторыми другими, поэтому в истории епархии есть епископы Коломенские (1350—1542), епископы Коломенские и Каширские (1542—1787) и епископы Коломенские и Тульские (1788—1799). Коломенская епархия с 1350 по 1764 год имела на своей кафедре по преемству 50 архиереев.
Епископы Коломенские
- Афанасий (до 1350 — начало 1353)
- Герасим (1354—1360)[2]
- Филимон (после 1363 — ранее 1374)[6] (по Маркову, Филимон был хиротонисан около 1360 года, а его преемник Герасим — 1373 году[2])
- Герасим (1375 — 17 января 1388)
- Павел (1389—1392)[7]
- Григорий (1392 — 13 февраля 1405)
- Иларион (26 августа 1406 — 9 марта 1408)
- Иоанн (1410 — до 1418)
- Амвросий (зима 1419 — до 1437)
- далее: Афанасий ІІ, Филимон ІІ, Феодосий І, Авраамий (присутствовавший на соборе 1441 года)[8]
- Варлаам I (1437—1449)
- Павел ІІ[8]
- Иосиф I (1450 — до 1453)
- Геронтий (1453 — 29 июня 1473)
- Никита (Семешков) (25 июля 1473 — май 1480)
- Герасим (Смердков) (29 июля 1481 — 16 мая 1489)
- Авраамий (18 ноября 1490 — осень 1501)
- Никон (1 мая 1502 — январь 1504)
- Митрофан (7 февраля 1507 — 1 июля 1518)
- Тихон (28 февраля 1520 — ранее 1525)
- Василий (Марков считает его существование сомнительным[9])

Епископы Коломенские и Каширские
- Вассиан (Топорков) (2 апреля 1525 — май 1542)
- Феодосий (2 июля 1542 — 1556)
- Евфими (Марков считает его существование сомнительным[10])
- Герасим IV (1563—?)[10]
- Варлаам II (1560 — 21 октября 1564)
- Иосиф II (18 марта 1565 — 22 ноября 1569)
- Савватий (1570—1571)
- Давид (1571—1580)
- Иов (16 апреля 1581 — 9 января 1586)
- Иосиф III (1586 — 27 января 1615)
- Рафаил (17 декабря 1618 — 1652)
- Павел ІІ (17 октября 1652 — апрель 1654); по Марков — Павел ІІІ[11]
- Александр (3 июня 1655 — 5 декабря 1657)
1657—1667 — епархия присоединена к Патриаршей области
- Мисаил (9 июня 1667 — 14 сентября 1671)
- Иосиф IV (1672—1675)
- Павел (Моравский) (2 апреля 1676 — 6 сентября 1681); по Маркову — Павел ІV[12]
- Архиепископ[12] Никита ІІ (24 декабря 1681 — после июня 1704)
- Антоний (Одинович) (18 марта 1705 — 1 июня 1716)
- Митрополит[13] Иоанникий (1718 — 24 марта 1724)
- Варлаам (Леницкий) (18 июня 1724 — 7 сентября 1727)
- Игнатий (Смола) (13 июня 1727 — 2 декабря 1730)
- Вениамин (Сахновский) (25 июля 1731 — 18 мая 1739)
- Киприан (Скрыпицын) (18 мая 1739 — июнь 1740)
- Савва (Шпаковский) (30 июня 1740 — 29 июля 1749)
- Гавриил (Кременецкий) (17 сентября 1749 — 29 октября 1755)
- Порфирий (Крайский) (9 октября 1755 — 29 октября 1763)
- Феодосий (Михайловский) (28 декабря 1763 — 30 января 1787); по Маркову — Феодосий ІІІ[14]
- Феофилакт (Горский) (6 мая — 12 сентября 1788)

Епископы Коломенские и Тульские
- Афанасий (Иванов) (12 ноября 1788 — 10 апреля 1799)

Епископы Коломенские и Каширские
- Мефодий (Смирнов) (10 апреля — 31 декабря 1799); был переведён в Тулу

Коломенское викариатство Московской епархии
- Иоасаф (Калистов) (15 января 1918 — 11 октября 1919)
- Феодосий (Ганицкий) (18 мая 1920 — 25 сентября 1929)
- Петр (Руднев) (8 октября 1929 — 17 октября 1933)
- Сергий (Воскресенский) (29 октября 1933 — 10 мая 1934)

Коломенская епархия
- Ювеналий (Поярков) (13 апреля 2021 — 15 апреля 2021)
- Павел (Пономарёв) (с 15 апреля 2021)

## Благочиния
Епархия разделена на 19 церковных округов:
- 1-е Бронницкое благочиние
- 2-е Бронницкое благочиние
- 1-е Воскресенское благочиние
- 2-е Воскресенское благочиние
- 1-е Егорьевское благочиние
- 2-е Егорьевское благочиние
- Жуковское благочиние
- Зарайское благочиние
- Каширское благочиние
- 1-е Коломенское благочиние
- 2-е Коломенское благочиние
- 3-е Коломенское благочиние
- 1-е Луховицкое благочиние
- 2-е Луховицкое благочиние
- Озёрское благочиние
- 1-е Раменское благочиние
- 2-е Раменское благочиние
- Серебряно-Прудское благочиние
- Монастырское благочиние

## Монастыри
Мужские
- Богородицерождественский Бобренев монастырь в селе Старое Бобренево
- Богоявленский Старо-Голутвин монастырь в Коломне
- Николо-Радовицкий монастырь в селе Радовицы

Женские
- Казанский монастырь в селе Колычево
- Никитский монастырь в Кашире
- Свято-Троицкий Мариинский монастырь в Егорьевске
- Свято-Троицкий Ново-Голутвин монастырь в Коломне
- Успенский Брусенский монастырь в Коломне